# Mount Midnight
Mount Midnight är ett berg i Antarktis. Det ligger i Östantarktis. Nya Zeeland gör anspråk på området. Toppen på Mount Midnight är 2 000 meter över havet.
Terrängen runt Mount Midnight är kuperad västerut, men österut är den bergig. Trakten är obefolkad. Det finns inga samhällen i närheten.